# Diego Domínguez
Diego Domínguez (Córdoba, 25 de abril de 1966) é um ex-jogador argentino naturalizado italiano de rugby union que jogava como abertura.
Dos numerosos conterrâneos que defenderam a Seleção Italiana, Diegolito foi um dos maiores destaques - dentre eles e dentre todos os rugbiers da Itália, uma vez que é o maior pontuador dos Azzurri (983 pontos). Somando-se aos 27 que havia marcado anteriormente pela sua Argentina natal, está no grupo dos seletos cinco jogadores que chegaram aos mil pontos por jogos de seleções, ao lado do neozelandês Dan Carter, do inglês Jonny Wilkinson, do galês Neil Jenkins e do irlandês Ronan O'Gara. Ele foi o segundo a atingir a marca, atrás de Jenkins.
Domínguez jogou oficialmente apenas duas vezes pelos Pumas, contra Chile e Paraguai no Campeonato Sul-Americano de Rugby de 1989. Defendeu a Argentina outras duas vezes, contra combinados regionais da Nova Zelândia em uma excursão da seleção a este país, naquele mesmo ano. Em 1991, realizou sua primeira partida pela Itália, pela qual enfrentou a Argentina quatro vezes.
Ele é precisamente um dos três ex-jogadores da seleção argentina que acabaram jogando contra ela, ao lado de Mario Gerosa (também pela Itália) e Enrique Rodríguez (pela Austrália). A mais marcante foi na Copa do Mundo de Rugby de 1995: ambas as seleções já estavam eliminadas e aspiravam ao menos uma vitória. Os argentinos venciam por 25-24 até o minuto final, quando Domínguez conseguiu o try (Gerosa fizera outro) que deu a vitória aos italianos, fazendo os antigos compatriotas chorarem. No mesmo jogo, acertou duas conversões e quatro penais.
Dos outros triunfos italianos com Domínguez, destacam-se também as primeiras vitórias azzurri contra a Irlanda, também em 1995  (ele acertou quatro penais, uma conversão e um drop goal no 22-12 em Treviso ); a França, em 1997  (quatro penais e quatro conversões nos 40-32 em Grenoble ); a Escócia, em 1998  (seis penais e uma conversão nos 25-21 em Treviso ); e o País de Gales, em 2003  (três conversões, dois drop goals e um penal nos 30-22 em Roma, pelo Seis Nações 2003 ), naquele que foi o seu penúltimo jogo pela Itália e no qual alcançou os mil pontos por seleções. Antes dele, os italianos, das nações do alto escalão do rugby - do qual são retrospectivamente os mais fracos -, somente haviam derrotado justamente a Argentina, em 1978. Por enquanto, ainda não ganharam somente os campeões mundiais (Nova Zelândia, Austrália, África do Sul e Inglaterra).
Disputou três Copas do Mundo com os europeus e é o italiano que mais pontuou no torneio, onde somou 98 pontos. Seu único clube profissional foi o Stade Français, tendo atuado também pelo Amatori Rugby Milano, o maior campeão italiano e que na época tornara-se o departamento de rugby do Milan; na Argentina, Domínguez defendera o La Tablada, de sua Córdoba natal. Curiosamente, pela seleção da província de Córdoba, ele chegou a enfrentar e ganhar da Itália, marcando três penais, três conversões e um drop goal em um 30-22 amistoso em 1989, quando a seleção italiana excursionou pela Argentina.